# Thuidium subgracile
Thuidium subgracile là một loài rêu trong họ Thuidiaceae. Loài này được (Hampe) Ångström mô tả khoa học đầu tiên năm 1876.